# Вулька-Велика
Вулька-Велика (пол. Wólka Wielka, нім. Groß Wolka; 1938–1945: Großwolken) — село в Польщі, у гміні Біскупець Ольштинського повіту Вармінсько-Мазурського воєводства.